# فران بيريز (لاعب كرة قدم مواليد 2002)
فرانسيسكو «فران» بيريز مارتينيز (بالإسبانية: Francisco "Fran" Pérez Martínez؛ مواليد 9 سبتمبر 2002) هو لاعب كرة قدم إسباني محترف يلعب بشكل أساسي كجناح أيمن لنادي فالنسيا.

## المسيرة الكروية
ولد في فالنسيا، بدأ بيريز لعب كرة القدم في أكاديمية الشباب في نادي لاكروس بابل، قبل أن ينتقل إلى فئات الشباب في نادي فالنسيا في عام 2011. ظهر لأول مرة مع الفريق الأول مع الفريق الاحتياطي في 17 أكتوبر 2020، حيث دخل كبديل متأخر لهوجو جونزاليس [الإنجليزية]
 في مباراة خارج أرضه في دوري الدرجة الثانية ب والتي انتهت بالتعادل 2–2 ضد أتزينيتا يو إي [الإنجليزية]
.
في 20 نوفمبر 2020، وقع بيريز عقدًا احترافيًا مع فالنسيا لمدة عامين. سجل هدفه الأول على المستوى الأول في 12 سبتمبر 2021، مسجلاً الهدف الثاني لفريقه في فوز 3–1 خارج أرضه في دوري الدرجة الثالثة الإسباني لكرة القدم على نادي أوريويلا، وسجل 12 هدفًا آخر حيث حقق الفريق الاحتياطي الصعود [الإنجليزية]
 إلى دوري الدرجة الثانية.
خاض لوبيز أول مباراة احترافية له – وفي الدوري الإسباني – مع فالنسيا في 29 أغسطس 2022، حيث دخل كبديل في وقت متأخر من المباراة التي خسرها الفريق 1–0 أمام أتلتيكو مدريد. في 7 مارس التالي، جدد عقده حتى عام 2027، وتمت ترقيته بشكل نهائي إلى الفريق الرئيسي في أغسطس 2023.

## الحياة الشخصية
بيريز هو ابن لاعب كرة القدم الإسباني السابق فرانسيسكو روفيتي.

## أسلوب اللعب
يشتهر بيريز بسرعته وقوته المذهلة. لقد كان هدافًا غزير الإنتاج في شبابه، وهو عبارة عن رهيب بسيط وفعال.

## الإحصائيات

### النادي
آخر تحديث 20 أبريل 2024.
| النادي    | الموسم               | الدوري                           | الدوري | الدوري  | كأس الملك | كأس الملك | أخرى   | أخرى    | المجموع | المجموع |
| النادي    | الموسم               | الدرجة                           | الظهور | الأهداف | الظهور    | الأهداف   | الظهور | الأهداف | الظهور  | الأهداف |
| --------- | -------------------- | -------------------------------- | ------ | ------- | --------- | --------- | ------ | ------- | ------- | ------- |
| فالنسيا ب | 2020–21 [الإنجليزية] | الدوري الإسباني الدرجة الثانية ب | 21     | 0       | —         | —         | —      | —       | 21      | 0       |
| فالنسيا ب | 2021–22              | الدوري الإسباني الدرجة الخامسة   | 36     | 13      | —         | —         | —      | —       | 36      | 13      |
| فالنسيا ب | 2022–23              | الدوري الإسباني الدرجة الرابعة   | 8      | 3       | —         | —         | —      | —       | 8       | 3       |
| فالنسيا ب | المجموع              | المجموع                          | 65     | 16      | —         | —         | —      | —       | 65      | 16      |
| فالنسيا   | 2022–23              | الدوري الإسباني                  | 7      | 0       | 3         | 0         | 1      | 0       | 11      | 0       |
| فالنسيا   | 2023–24              | الدوري الإسباني                  | 32     | 1       | 4         | 0         | —      | —       | 36      | 1       |
| فالنسيا   | المجموع              | المجموع                          | 39     | 1       | 7         | 0         | 1      | 0       | 47      | 1       |
| الإجمالي  | الإجمالي             | الإجمالي                         | 104    | 17      | 7         | 0         | 1      | 0       | 112     | 17      |

1. ↑  Appearance in كأس السوبر الإسباني

## وصلات خارجية
لا توجد روابط لمواقع التواصل الاجتماعي.

- Fran Pérez (footballer, born 2002) على موقع الاتحاد الأوربي (الإنجليزية)
- Fran Pérez (footballer, born 2002) على موقع قاعدة بيانات كرة القدم.إي يو (الإنجليزية)
- Fran Pérez (footballer, born 2002) على موقع Soccerway.com (الإنجليزية)
- فران بيريز على BDFutbol
- فران بيريز على LaPreferente (بالإسبانية)
- فران بيريز  على سكروي